# Šilalė
Šilalė () est une ville de l'apskritis de Tauragė en Lituanie, située à 30 kilomètres au nord de Tauragė.

## Histoire
En juillet 1941, 135 hommes juifs de la ville sont assassinés sur un site à proximité du cimetière.
En septembre 1941, 1 300 femmes et enfants juifs de Šilalė sont assassinés dans une exécution de masse sur un site de la forêt voisine de Tūbinės. L'Einsatzgruppen qui commet ce crime est composé d'Allemands et de collaborateurs lituaniens nazis.